# Certhia discolor
Certhia discolor е вид птица от семейство Certhiidae.

## Разпространение
Видът е разпространен в Бутан, Китай, Индия и Непал.